# ゼネラル・エレクトリック T31

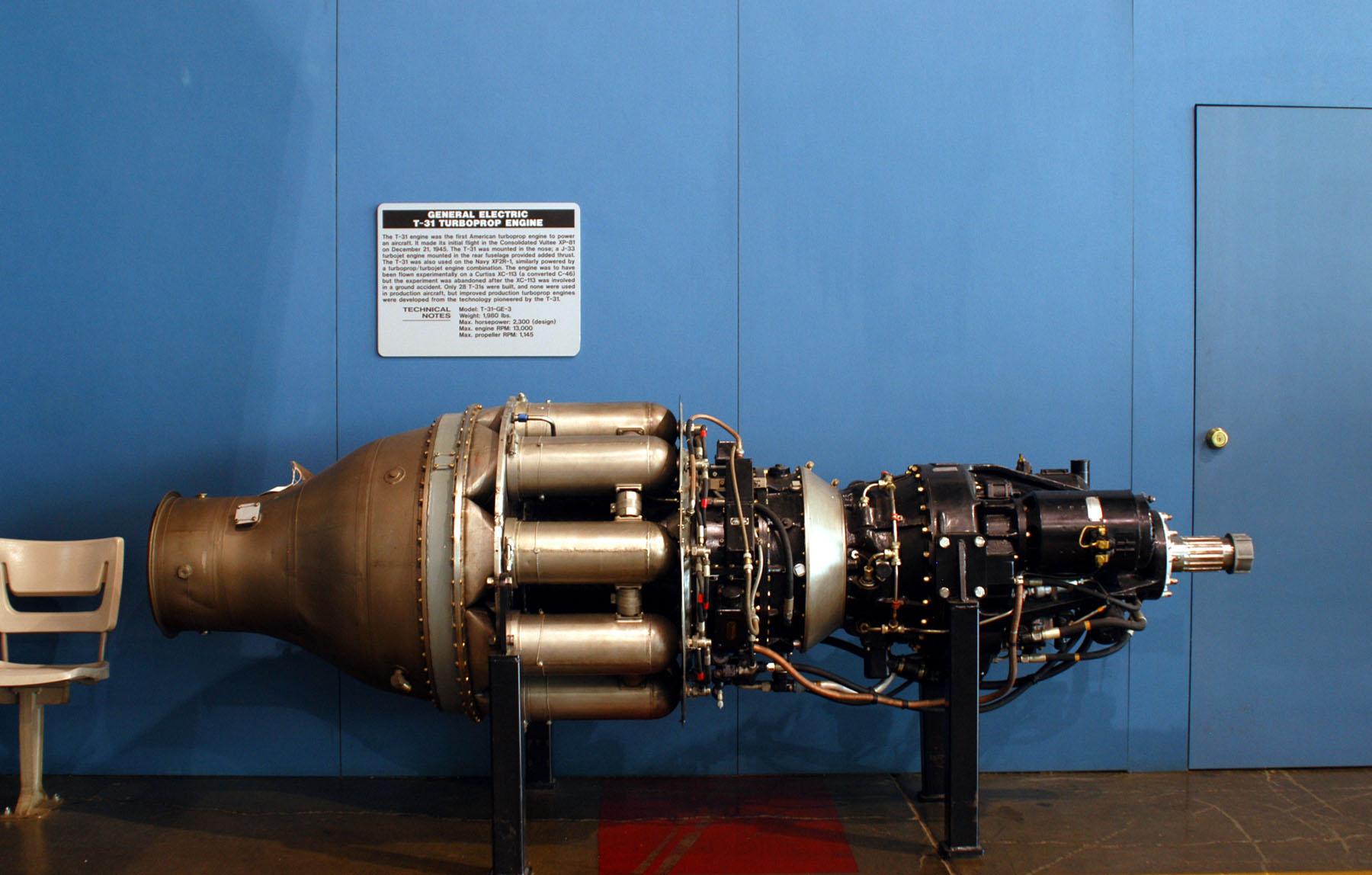
国立アメリカ空軍博物館で展示されるT31

ゼネラル・エレクトリック T31 (社内符号 TG-100) はアメリカ合衆国で設計された初のターボプロップエンジンである。

## 設計と開発

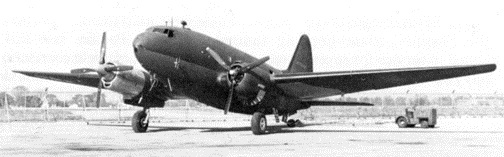
T31を第2の位置に備えたXC-113

最初のアメリカ製ターボプロップエンジンはコンソリデーテッド Vultee XP-81実験機に使用されたゼネラル・エレクトリック XT31である。 XP-81はターボプロップとターボジェットを併用する初めての飛行機で1945年12月に初飛行した。
T31エンジンはアメリカ初の航空機用のターボプロップエンジンだった。初飛行は1945年12月21日のConsolidated Vultee XP-81による飛行だった。
T31は機首に備えられ、T33ターボジェットエンジンは胴体後部で推力を追加した。T31はターボプロップとターボジェットエンジンを併用する海軍のXF2R-1でも使用された。
エンジンはカーチス XC-113 (C-46から改造)に備えられて飛行試験を行ったがXC-113が地上で事故を起こした後、試験は破棄された。わずかに28基のT31が生産されどれも量産機には使用されなかったがT31で得られた知見は後の量産されたターボプロップエンジンに役立てられた。
T31の派生機種であるゼネラルエレクトリック TG-110は軍用識別符号T41が与えられ発注されたが取り消された。

## 搭載機
- コンベア XP-81
- カーチス・ライト XC-113
- ライアン・エアロノーティカル（英語版） XF2R ダークシャーク

## 仕様 (XT31)

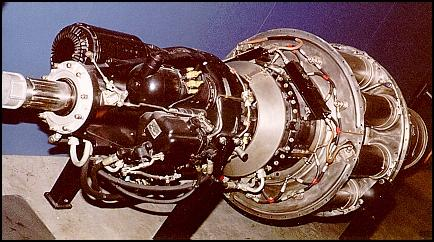
空軍博物館に展示される T31

一般的特性
- 形式: ターボプロップ
- 全長:
- 直径:
- 乾燥重量: 1,980 lb

構成要素
- 圧縮機:

性能
- 出力: 2,300 shp (設計) 13,000 rpm.回転時 (プロペラ回転数1,145 rpm)
- 出力重量比: